# Stefan Kryński

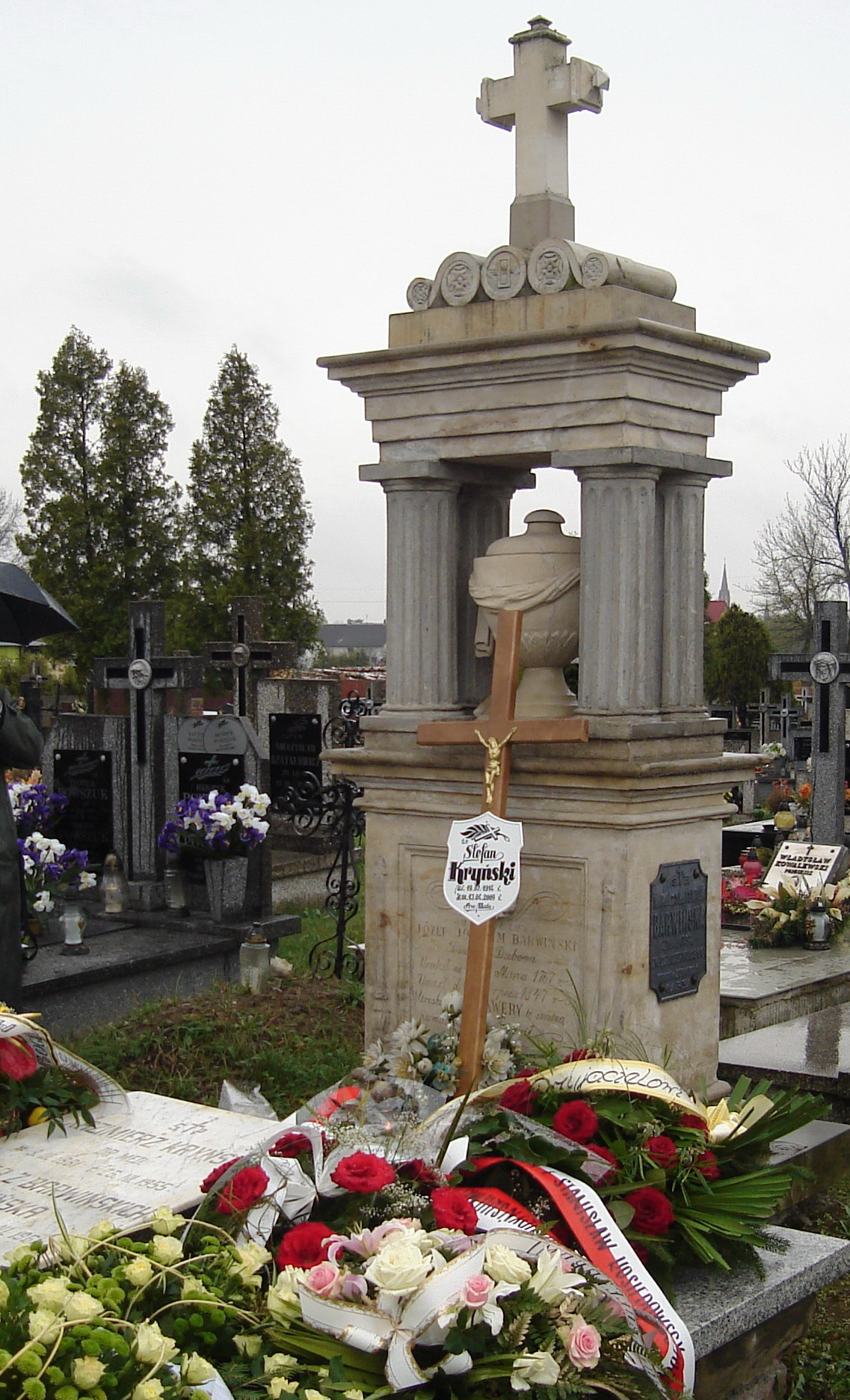
Grób rodzinny Barwińskich na cmentarzu w Łomazach, w którym pochowany jest Stefan Kryński

Stefan Kryński (ur. 1 sierpnia 1914 w Wilnie, zm. 13 kwietnia 2009 w Gdańsku) – doktor medycyny, profesor mikrobiologii Akademii Medycznej w Gdańsku, specjalista w dziedzinie badań nad riketsjami, gronkowcami, bakteriofagami, zakażeniami szpitalnymi.

## Życiorys
Pochodził ze szlacheckiej rodziny (właścicieli Krynek pod Białą Podlaską) o głębokich tradycjach patriotycznych. Jego ojciec, Kazimierz, był lekarzem wojskowym, najpierw w armii rosyjskiej, następnie polskiej. Jako kilkudniowe niemowlę ewakuowany z Wilna wraz z matką (Felicja z domu Barwińska) do Rosji. Powrócili do Polski dopiero w 1918 roku. Z powodu służby wojskowej ojca mieszkał w różnych miejscowościach. Do gimnazjum uczęszczał w Poznaniu, tam w 1932 zdał maturę i rozpoczął studia na Wydziale Lekarskim Uniwersytetu Poznańskiego. W latach 1934–1937 był asystentem-wolontariuszem w Zakładzie Higieny. Dyplom lekarza uzyskał 28 kwietnia 1938 roku. 30 września 1938 roku został powołany do odbycia służby wojskowej, najpierw w Batalionie Szkolnym Podchorążych Sanitarnych Rezerwy, a następnie w Instytucie Chirurgii Urazowej. 1 sierpnia 1939 został odkomenderowany do 43 kompanii Junackich Hufców Pracy. Z junakami przeszedł gehennę kampanii wrześniowej, niewolę sowiecką, z której udało mu się uciec po 3 dniach. Zamieszkał w Brześciu. Próbował przedostać się do Siedlec, gdzie przebywała matka. 31 października 1939, podczas próby nielegalnego przekroczenia linii demarkacyjnej między obszarem okupacji sowieckiej i niemieckiej na Bugu pod Drohiczynem został aresztowany przez NKWD. Udało mu się jednak wydostać na wolność.
1 marca 1940 roku wyjechał z Brześcia i po 5 dniach dostał się nielegalnie do Lwowa. Początkowo był bez pracy, jednak od czerwca 1940 udało mu się zatrudnić u profesora Rudolfa Weigla w Instytucie Sanitarno-Bakteriologicznym, produkującym szczepionkę przeciw tyfusowi plamistemu. Po zajęciu Lwowa przez wojska niemieckie (29 czerwca 1941) i przekształceniu placówki prof. Weigla w Instytut Badań nad Durem Plamistym i Wirusami kontynuował dotychczasową pracę najpierw jako laborant, później – po potwierdzeniu posiadania dyplomu lekarskiego – jako pracownik naukowy. Przygotował wówczas pracę o toksynie zarazka duru plamistego, która po wojnie stanowiła podstawę do ubiegania się o stopień doktora. Po rozwiązaniu przez Niemców Instytutu w marcu 1944 (wobec szybko zbliżającego się frontu), w maju 1944 wyjechał do Białej Podlaskiej. Wezwany do rannego polskiego partyzanta stopniowo zaangażował się w stworzenie służby medycznej lubelskiego oddziału AK. Jako lekarz 34 pułku piechoty Armii Krajowej uczestniczył w akcji „Burza” w powiecie bialskim.
4 grudnia 1944 powierzono mu zorganizowanie w Lublinie Zakładu Szczepionki przeciw Durowi Plamistemu im. R. Weigla, podlegającego początkowo Naczelnemu Nadzwyczajnemu Komisariatowi do Walki z Epidemiami, a od maja 1945 Państwowemu Zakładowi Higieny. Kierował tym zakładem do jego likwidacji we wrześniu 1946.
W maju 1946 uzyskał stopień doktora nauk medycznych na Wydziale Lekarskim Uniwersytetu Jagiellońskiego. Promotorem był prof. Rudolf Weigl. 1 października 1946 podjął pracę w Zakładzie Mikrobiologii Akademii Medycznej w Gdańsku – najpierw na stanowisku starszego asystenta, od 1948 jako adiunkt, po habilitacji w maju 1951 jako docent i zastępca profesora. W październiku 1954 został mianowany profesorem i kierownikiem Zakładu Mikrobiologii. Kierował nim do 1 października 1984, kiedy przeszedł na emeryturę. Był promotorem 22 prac doktorskich i 4 przewodów habilitacyjnych.
Był autorem ponad 200 prac poświęconych głównie Rickettsia Prowazeki, biologii wszy odzieżowej, gronkowcom i ich bakteriofagom oraz zakażeniom szpitalnym.
Był członkiem Światowego Związku Żołnierzy AK, członkiem honorowym Polskiego Towarzystwa Mikrobiologów, Polskiego Towarzystwa Lekarskiego, Polskiego Towarzystwa Entomologicznego, Gdańskiego Towarzystwa Naukowego, Subcommittee on Phage Typing of Staphylococci.
Ofiarował Muzeum Południowego Podlasia w Białej Podlaskiej obszerne zbiory dotyczące swojej pracy naukowej, fotografie i inne pamiątki osobiste oraz bogate zbiory rodzinne Kryńskich i Barwińskich, za co w 2003 został uhonorowany przez miasto Bialską Nagrodą Kultury im. Anny z Sanguszków Radziwiłłowej.
18 kwietnia 2009 został pochowany w rodzinnym grobowcu na cmentarzu parafialnym w Łomazach.

## Ordery i odznaczenia
- Krzyż Kawalerski Orderu Odrodzenia Polski
- Złoty Krzyż Zasługi (19 lipca 1946)[7]
- Medal 10-lecia Polski Ludowej (18 lipca 1955)[8]
- Odznaka tytułu honorowego „Zasłużony Nauczyciel PRL”
- Odznaka „Za wzorową pracę w służbie zdrowia” (18 kwietnia 1952)[9]

## Nagrody
- Nagrody Ministra Zdrowia (2)
- Nagroda Wojewody Gdańskiego w dziedzinie kultury i nauki za osiągnięcia w dziedzinie badań nad ochroną zdrowia (1974)[10]